# Rhantus duponti
Rhantus duponti är en skalbaggsart som först beskrevs av Aubé 1838.  Rhantus duponti ingår i släktet Rhantus och familjen dykare. Inga underarter finns listade i Catalogue of Life.